# 馬科泰爾特
50°38′58″N 26°0′44″E / 50.64944°N 26.01222°E
馬科泰爾特（烏克蘭語：Макотерти），是烏克蘭西北部里夫内州里夫内区佳季科维奇市镇的村落。始建於1545年，面積0.39平方公里，海拔高度188米，2001年人口152人，人口密度每平方公里389.7人。